# Mary Frances Lyon
Mary Frances Lyon, FRS (Norwich, 15 de maio de 1925 - Oxfordshire, 25 de dezembro de 2014) foi uma geneticista inglesa. É conhecida pela descoberta da inativação do cromossomo X, um importante fenômeno citogenético.